# Isolierfacharbeiter
Der Isolierfacharbeiter ist ein staatlich anerkannter Ausbildungsberuf nach Berufsbildungsgesetz.

## Ausbildungsdauer und Struktur
Die Ausbildungsdauer zum Isolierfacharbeiter beträgt in der Regel zwei Jahre. Die Ausbildung erfolgt an den Lernorten Betrieb und Berufsschule. Der Beruf ist mit dem dreijährigen Ausbildungsberuf Industrie-Isolierer in einer gemeinsamen Ausbildungsordnung zum 1. August 1997 in Kraft getreten.
Es handelt sich um eine Stufenausbildung, d. h. Industrie-Isolierer und Isolierfacharbeiter lernen zunächst dieselben Inhalte. Wer die Ausbildung zum Isolierfacharbeiter abgeschlossen hat, kann in weiteren 12 Monaten den Abschluss als Industrie-Isolierer erwerben.

## Arbeitsgebiete
Isolierfacharbeiter stellen  Wärme-, Kälte- und Schalldämmungen her. Falls erforderlich, bauen sie zuvor geeignete Stütz- und Tragekonstruktionen, um anschließend den passenden Dämmstoff auszuwählen. Sie bringen diese Dämmstoffe in die Konstruktionen ein und schützen die Materialien mit Blechen oder anderen Werkstoffen vor äußeren Einflüssen.
Ihren Arbeitsplatz finden Isolierfacharbeiter in großen Industrieanlagen, Kraftwerken, in der  chemischen Industrie, aber auch auf Schiffen.